# DIALOGUE+
DIALOGUE＋（ダイアローグ）は、女性声優8人による声優アーティストユニット。所属レーベルはポニーキャニオン。

## 概要
2019年6月24日、新人女性声優8人によって結成されたことが発表された。グループ名は「Dialogue」という「会話」や「台詞」を表す単語から着想を得ており、「声優であることの強みを活かした楽曲を世に送り出したい」という意味が込められている。
メンバーは、次世代声優育成ゲーム「CUE!」のメインキャラクター役として出演していた16人4チームのキャストのうち、「Flower」と「Bird」の2チームのメンバーが選抜された。
音楽プロデュースは全曲UNISON SQUARE GARDENの田淵智也が務めている。田淵は2022年12月末より総合プロデューサーも担当。

## メンバー
| 名前                          | メンバー間での愛称 | 生年月日       | メンバーカラー | 出身地   | 所属事務所                     |
| ----------------------------- | ------------------ | -------------- | -------------- | -------- | ------------------------------ |
| 内山悠里菜（うちやま ゆりな） | ゆりにゃ           | 1998年4月28日  | 薄ピンク       | 愛知県   | 24chocolate                    |
| 稗田寧々（ひえだ ねね）       | ねーね             | 1997年1月15日  | 黄             | 神奈川県 | 81プロデュース                 |
| 守屋亨香（もりや きょうか）   | きょんちゃん       | 1995年5月22日  | 緑             | 長野県   | 東京俳優生活協同組合           |
| 緒方佑奈（おがた ゆうな）     | ゆーな、うーな     | 1997年7月31日  | 青             | 広島県   | アイムエンタープライズ         |
| 鷹村彩花（たかむら あやか）   | やかん             | 2000年2月5日   | オレンジ       | 東京都   | BLACK SHIP                     |
| 宮原颯希（みやはら さつき）   | さっぴー、さっぴ   | 1998年10月28日 | 濃ピンク       | 新潟県   | 81プロデュース                 |
| 飯塚麻結（いいづか まゆ）     | まゆゆん           | 1996年4月15日  | 水色           | 埼玉県   | サンミュージックプロダクション |
| 村上まなつ（むらかみ まなつ） | まなてぃ、まつ     | 1999年8月24日  | 紫             | 神奈川県 | 81プロデュース                 |

## 略歴

### 2019年
- 06月24日 - 結成を発表[5]。
- 08月31日 - アニサマけやきひろばにてミニライブ開催[6]。
- 10月23日 - デビューシングル「はじめてのかくめい！」発売[7]。

### 2020年
- 01月18日 - 田淵のプロデュースにより「DIALOGUE+JAM」開催[8]。
- 04月08日 - 1st mini Album「DREAMY-LOGUE」発売[9]。
- 06月17日 - リモートワークで制作した楽曲「あたりまえだから」発売[10]。
- 06月20日 - 「ぼくたちのかくめい！オンライン」開催。
- 08月21日 - 公式YouTubeチャンネル開設[11]。
- 08月21日、25日 - 新曲発表公演「走れ！君と曖昧な光のあとで」開催[12]。
- 10月04日 - 「TOKYO IDOL FESTIVALオンライン2020」出演[13]。
- 10月10日 - 「DIALOGUE＋JAM vol.2」開催[14]。

### 2021年
- 01月10日 - DIALOGUE＋PARTY 2021「ぼくたちの現在地」開催[15]。
- 02月03日 - 2ndシングル「人生イージー？」、3rdシングル「あやふわアスタリスク」発売[16]。
- 04月25日 - 「ぼくたちのかくめい！[再]」開催[17]。
- 05月05日 - 「HYPE IDOL! ONLINE FESTIVAL!!」出演[18]。
- 05月19日 - 4thシングル「おもいでしりとり」発売[19]。
- 05～7月 - 定期公演「フラフラ」を3ヶ月連続で開催[20]。
- 08月27日 - 「Animelo Summer Live 2021 -COLORS-」出演[21]。
- 08月28日 - 「@JAM EXPO 2020-2021」出演[22]。
- 09月01日 - 1stアルバム「DIALOGUE+1」発売[23]。
- 10月23日 - 「ANIMAX MUSIX NEXTAGE 2021」出演[24]。
- 10～11月 - 全国ライブツアー「DIALOGUE＋1(ダイアローグワン)」を神奈川・大阪・愛知・東京にて開催[25]。
- 12月15日 - 配信・きゃにめ限定シングル「はっちゃけダイアローグ＋クリスマス！」発売[26]。

### 2022年
- 01月23日 - DIALOGUE＋全力ライブ「ぼくたちの現在地2022」、Acoustic Live「moon-side」開催[27]。
- 04月13日 - 5thシングル「僕らが愚かだなんて誰が言った」発売[28]。
- 06月15日 - 6thシングル「恋は世界定理と共に」発売[29]。
- 08月24日-  7thシングル「デネブとスピカ」発売[30]。

### 2023年
- 2月22日 - 2ndアルバム「DIALOGUE＋2」発売。
- 3月22日 - 8thシングル「かすかでたしか」発売。
- 6月21日 - 9thシングル「にゃんぼりーdeモッフィー」発売。

### 2024年
- 1月7日 - ワンマンライブ『DIALOGUE+ LIVE 2024 「LIFE is EASY?」』をユニット史上最大規模の会場となるパシフィコ横浜 国立大ホールにて開催[31]。
- 1月24日 - 10thシングル「イージー？ハード？しかして進めっ！」発売[32]。
- ユニット結成5周年を記念して、5月12日から6月23日、6月24日に愛知・兵庫・東京を巡る『5th Anniversary Tour DIALOGUE+ 学概論』を開催[33][34]。
- 9月18日、3rdアルバム『DIALOGUE+3』発売[35][36][37][38]。
- 12月29日、ワンマンライブ『DIALOGUE+ LIVE「DIALOGUE+3」』をTOKYO DOME CITY HALLにて開催。同ライブでは3rdアルバム『DIALOGUE+3』の全収録曲と過去の既存曲を織り混ぜたセットリストを披露した[39]。

### 2025年
- 1月11日 - 宮原颯希が、自身の学業優先のための大幅な活動制限を同ユニットの公式サイトにて発表。[40]。同年4月以降、宮原はグループには在籍するが、ライブは原則として宮原を除く7名体制での開催となる[41]。

## ディスコグラフィ

### シングル

#### CDシングル
|            | 発売日         | タイトル                        | 規格品番   | 規格品番   | オリコン 最高位 |
| 初回限定盤 | 発売日         | タイトル                        | 通常盤     |            | オリコン 最高位 |
| ---------- | -------------- | ------------------------------- | ---------- | ---------- | --------------- |
| 1st        | 2019年10月23日 | はじめてのかくめい!             | PCCG-01817 | PCCG-01818 | 37位            |
| 2nd        | 2021年2月3日   | 人生イージー?                   | PCCG-01969 | PCCG-01970 | 20位            |
| 3rd        | 2021年2月3日   | あやふわアスタリスク            | PCCG-01971 | PCCG-01972 | 22位            |
| 4th        | 2021年5月19日  | おもいでしりとり                | PCCG-02010 | PCCG-02011 | 11位            |
| 5th        | 2022年4月13日  | 僕らが愚かだなんて誰が言った    | PCCG-02129 | PCCG-02130 | 13位            |
| 6th        | 2022年6月15日  | 恋は世界定理と共に              | PCCG-02131 | PCCG-02132 | 12位            |
| 7th        | 2022年8月24日  | デネブとスピカ                  | PCCG-02164 | PCCG-02165 | 11位            |
| 8th        | 2023年3月22日  | かすかでたしか                  | PCCG-02217 | PCCG-02218 | 17位            |
| 9th        | 2023年6月21日  | にゃんぼりーdeモッフィー!!      | PCCG-02245 | PCCG-02246 | 10位            |
| 10th       | 2024年1月24日  | イージー?ハード?しかして進めっ! | PCCG-02327 | PCCG-02328 | 13位            |
| 11th       | 2024年4月24日  | ユートピア学概論                | PCCG-02354 | PCCG-02355 | 20位            |
| 12th       | 2025年1月29日  | TREASURE!                       | PCCG-02414 | PCCG-02415 | 12位            |
| 13th       | 2025年3月5日   | アリバイなカーテシー            | PCCG-02422 | PCCG-02423 | 16位            |

#### 限定シングル
|                | 発売日         | タイトル                             | 規格                                   | 規格品番   | 備考 |
| きゃにめ限定盤 | 発売日         | タイトル                             | 規格                                   |            | 備考 |
| -------------- | -------------- | ------------------------------------ | -------------------------------------- | ---------- | --- |
| 1st            | 2020年6月17日  | あたりまえだから                     | デジタル・ダウンロード、CDシングル     | SCCG-00051 | CDとしてはポニーキャニオン通販サイト「きゃにめ」にて限定リリース                                                          |
| 2nd            | 2020年12月23日 | 夏の花火と君と青                     | デジタル・ダウンロード、ストリーミング |            | 1st Blu-rayの映像特典として収録されたMVの楽曲を音源化                                                                     |
| 3rd            | 2021年12月15日 | はっちゃけダイアローグ＋クリスマス！ | デジタル・ダウンロード、CDシングル     | BRCG-00080 | CDとしてはポニーキャニオン通販サイト「きゃにめ」にて限定リリース                                                          |
|                | 2022年12月21日 | 1000万回ハグなんだ                   | デジタル・ダウンロード                 |            | 朗読イベント「世界はこじつけでできている」のテーマソング。初のアニメーションMVとして公開された。2ndアルバムから先行配信。 |
| 4th            | 2023年11月1日  | フレンドファンファーレ               | デジタル・ダウンロード、CDシングル     | BRCG-00091 | CDとしてはポニーキャニオン通販サイト「きゃにめ」にて限定リリース                                                          |

### アルバム

#### フルアルバム
|                | 発売日        | タイトル   | 規格品番   | 規格品番   | 規格品番   | オリコン 最高位 |
| きゃにめ限定盤 | 発売日        | タイトル   | 初回限定盤 | 通常盤     |            | オリコン 最高位 |
| -------------- | ------------- | ---------- | ---------- | ---------- | ---------- | --------------- |
| 1st            | 2021年9月1日  | DIALOGUE+1 | SCCG-81    | PCCG-2052  | PCCG-2053  | 6位             |
| 2nd            | 2023年2月22日 | DIALOGUE+2 | SCCG-0122  | PCCG-2207  | PCCG-2208  | 9位             |
| 3rd            | 2024年9月18日 | DIALOGUE+3 | SCCG-00163 | PCCG-02384 | PCCG-02385 | 16位            |

#### ミニアルバム
|            | 発売日       | タイトル     | 規格品番   | 規格品番   | オリコン 最高位 |
| 初回限定盤 | 発売日       | タイトル     | 通常盤     |            | オリコン 最高位 |
| ---------- | ------------ | ------------ | ---------- | ---------- | --------------- |
|            | 2020年4月8日 | DREAMY-LOGUE | PCCG-01882 | PCCG-01883 | 14位            |

### 映像作品
|     | 発売日        | タイトル                          | 規格品番   |
| --- | ------------- | --------------------------------- | ---------- |
| 1st | 2020年9月16日 | ぼくたちのかくめい！オンライン    | PCXP-50789 |
| 2nd | 2022年3月30日 | DIALOGUE+1                        | PCXP-50886 |
| 3rd | 2023年10月4日 | Superday ｜Longitude ＋ Latitude─ | PCXP-50997 |
| 4th | 2024年7月24日 | LIFE is EASY?                     | PCXP-51067 |
| 5th | 2025年6月25日 | DIALOGUE+学概論                   | PCXP-51165 |
| 6th | 2025年6月25日 | DIALOGUE+3                        | PCXP-51166 |

### ドラマCD
- うしみつあっパレイド‼︎〜お寺で転んだらあやかし達の世界に迷い込みました〜（2025年、FC限定鷹村彩花バースデーグッズとして発売。メンバー全員がキャストとして出演[44]）

### 参加作品
| 発売日         | 商品名                                  | 歌 | 楽曲                                        | 備考                                                             |
| -------------- | --------------------------------------- | --- | ------------------------------------------- | ---------------------------------------------------------------- |
| 2022年6月17日  | Sparkle                                 | 愛美、伊藤美来、小笠原仁（GYROAXIA）、梶原岳人、鈴木愛理、DIALOGUE+、TrySail、仲村宗悟、花澤香菜、halca                                                | 「Sparkle」                                 | ライブイベント『Animelo Summer Live 2022 -Sparkle-』テーマソング |
| 2023年11月22日 | CrosSing Collection vol.3               | 稗田寧々 & 守屋亨香 from DIALOGUE+ | 「アイドル」                                | カバーソングプロジェクト『CrosSing - Music＆Voice-』関連曲       |
| 2025年2月19日  | 明日へ鳴らすリフレイン -P's GR∞VE Ver.- | 石原夏織、内田真礼、鬼頭明里、久保ユリカ、竹達彩奈、立花日菜、土岐隼一、花澤香菜、harmoe、稗田寧々 from DIALOGUE+、三森すずこ、守屋亨香 from DIALOGUE+ | 「明日へ鳴らすリフレイン -P's GR∞VE Ver.-」 | ライブイベント『P's LIVE!』テーマソング                          |

## タイアップ
| 楽曲                              | タイアップ                                                                  | 時期   |
| --------------------------------- | --------------------------------------------------------------------------- | ------ |
| はじめてのかくめい！              | テレビアニメ『超人高校生たちは異世界でも余裕で生き抜くようです!』OPテーマ   | 2019年 |
| 人生イージー？                    | テレビアニメ『弱キャラ友崎くん』OPテーマ                                    | 2021年 |
| あやふわアスタリスク              | テレビアニメ『弱キャラ友崎くん』EDテーマ                                    | 2021年 |
| おもいでしりとり                  | テレビアニメ『ひげを剃る。そして女子高生を拾う。』OPテーマ                  | 2021年 |
| アイガッテ♡ランテ                 | 『お願い!ランキング』9月EDテーマ                                            | 2021年 |
| 僕らが愚かだなんて誰が言った      | テレビアニメ『骸骨騎士様、只今異世界へお出掛け中』EDテーマ                  | 2022年 |
| 恋は世界定理と共に                | テレビアニメ『恋は世界征服のあとで』EDテーマ                                | 2022年 |
| デネブとスピカ                    | テレビアニメ『継母の連れ子が元カノだった』OPテーマ                          | 2022年 |
| かすかでたしか                    | テレビアニメ『久保さんは僕を許さない』EDテーマ                              | 2023年 |
| 絶景絶好スーパーデイ!!            | 『Love music』2月EDテーマ                                                   | 2023年 |
| にゃんぼりーdeモッフィー!!        | テレビアニメ『カワイスギクライシス』EDテーマ                                | 2023年 |
| イージー? ハード? しかして進めっ! | テレビアニメ『弱キャラ友崎くん 2nd STAGE』OPテーマ                          | 2024年 |
| 誰かじゃないから                  | テレビアニメ『弱キャラ友崎くん 2nd STAGE』EDテーマ                          | 2024年 |
| ユートピア学概論                  | テレビアニメ『Lv2からチートだった元勇者候補のまったり異世界ライフ』EDテーマ | 2024年 |
| TREASURE!                         | テレビアニメ『いずれ最強の錬金術師?』OPテーマ                               | 2025年 |
| アリバイなカーテシー              | テレビアニメ『妃教育から逃げたい私』EDテーマ                                | 2025年 |

## 出演

### レギュラー出演

#### インターネット放送
- DIALOGUE＋BOX（2019年 - 、ニコニコ生放送・YouTube・LINE LIVE）[11][注 3]

#### ラジオ
※はインターネット配信。
- DIALOGUE＋ONLINE（2020年、YouTube・InterFM897・音泉※）
- DIALOGUE＋MINILINE[注 4]（2021年、YouTube・AuDee）
- DIALOGUE＋RADILOGUE（2023年 - 、YouTube・音泉※）

## イベント

### 主催ライブ・ツアー
| 年     | タイトル                                                                            | 公演日・会場 | 出演者 | 備考 |
| ------ | ----------------------------------------------------------------------------------- | --- | --- | --- |
| 2020年 | DIALOGUE+JAM                                                                        | 1月18日 池袋harevutai | バンドメンバー - ギター：堀崎翔 - ベース・バンドマスター：黒須克彦 - ドラム：鈴木浩之 - キーボード：今井隼 - マニピュレーター：篠崎恭一 ゲスト - 昼公演：土屋李央、安齋由香里 - 夜公演：Gothic×Luck | 昼夜2公演 |
| 2020年 | 1st LIVE「ぼくたちのかくめい！」                                                    | 6月20日 山野ホール→オンライン 延期公演：9月19日（中止・再延期） なかのZERO大ホール | バンドメンバー - ギター：新井弘毅 - ベース・バンドマスター：黒須克彦 - ドラム：鈴木浩之 - キーボード：今井隼 - マニピュレーター：篠崎恭一 打ち上げ放送 - 田淵智也 - 黒須克彦 - 沢口かなみ（ダンス振付） - 野島鉄平（プロデューサー）                                                                                               | 新型ウイルス感染拡大防止対策として、会場を使用したライブからオンラインに変更。 そのうえで日程と会場を再調整し再演を目指したが再度中止、及び再演日未定の延期として発表された。 |
| 2020年 | 新曲発表公演「走れ！君と曖昧な光のあとで」                                          | 8月21日・25日 オンライン | マニピュレーター：篠崎恭一 打ち上げ放送 - 田淵智也 21日 - eba - 伊藤翼 25日 - 大胡田なつき - 広川恵一 | |
| 2020年 | DIALOGUE+JAM vol.2                                                                  | 5月9日（中止）→10月10日 新宿ReNY →新宿文化センター 大ホール | バンドメンバー - ギター・バンドマスター：堀崎翔 - ベース：二村学 - ドラム：鈴木浩之 - キーボード：今井隼 - マニピュレーター：篠崎恭一 ゲスト（夜公演のみ） - 三森すずこ - 鬼頭明里 | 当初予定されていた5月公演は新型ウイルス感染拡大防止対策及び緊急事態宣言適用地域に開催地が含まれるため中止。 別日にて改めて開催。昼夜2公演。                                   |
| 2021年 | DIALOGUE+PARTY2021 ぼくたちの現在地                                                 | 1月10日（第1部・第2部）・11日（第3部） - 中野ZERO 大ホール（第1部・第2部） - 新宿ロフトプラスワン（第3部） | | 第1部はこれまで発表してきた全楽曲の披露。第2部・第3部は新年会企画（第3部からスタッフ参加） 3部のみ東京都の時短要請に伴って深夜から翌夕に振替                                  |
| 2021年 | ぼくたちのかくめい![再]                                                             | 4月25日 東京ドームシティーホール | バンドメンバー - ギター：新井弘毅 - ベース・バンドマスター：黒須克彦 - ドラム：鈴木浩之 - キーボード：今井隼 - マニピュレーター：大場映岳“hana” | 再演未定の延期とされていた1st LIVEの振替公演 |
| 2021年 | 定期公演「フラフラ」                                                                | 5月21日・6月25日・7月16日 池袋harevutai | バンドメンバー - ギター・バンドマスター：堀崎翔 - ベース：二村学 - ドラム：鈴木浩之 - キーボード：今井隼 - マニピュレーター：大場映岳“hana”(5月21日)・篠崎恭一(6月25日、7月16日) 打ち上げ放送 - 田淵智也 - 沢口かなみ（ダンス振付） - 野島鉄平（プロデューサー） - 広川恵一（5月21日） - 睦月周平（6月25日） - 田中秀和（7月16日） | |
| 2021年 | DIALOGUE+1                                                                          | - 10月24日 神奈川県民ホール 大ホール - 11月6日 Zepp Namba（大阪） - 11月7日 名古屋市公会堂 大ホール - 11月28日 東京ドームシティホール | バンドメンバー - ギター・バンドマスター：堀崎翔 - ベース：二村学 - ドラム：鈴木浩之 - キーボード：今井隼 | |
| 2022年 | 全力ライブ「ぼくたちの現在地」（第1部）アコースティックライブ「moon-side」（第2部） | 1月23日 Zepp Haneda | | |
| 2022年 | スリーマンライブ「タイバン」定期バンドライブ「ワンマン」                            | - 3月6日・4月2日 山野ホール - 6月5日 新宿文化センター | 「タイバン」ゲスト - 3月6日：クマリデパート、lyrical school - 4月2日：サンドリオン、Luce Twinkle Wink☆ - 6月5日：tipToe.、＃ババババンビ 「ワンマン」バンドメンバー - ギター：堀崎翔 - ベース：黒須克彦 - キーボード：今井隼 - ドラム：鈴木浩之 - マニピュレーター：篠崎恭一                                                       | 各日昼にタイバン公演、夜にワンマン公演を実施。 |
| 2022年 | LIVE 2022 puzzle                                                                    | - 9月11日 大阪国際交流センター - 10月9日 TACHIKAWA STAGE GARDEN | バンドメンバー - ギター・バンドマスター：堀崎翔 - ベース：黒須克彦 - ドラム：鈴木浩之 - キーボード：今井隼 - マニピュレーター：篠崎恭一 | |
| 2023年 | Zepp Tour 2023 Superday ｜Longitude｜                                               | - 1月28日 Zepp Namba - 2月5日 Zepp DiverCity - 2月12日 Zepp Sapporo | バンドメンバー - ギター・バンドマスター：堀崎翔 - ベース：黒須克彦 / 二村学(大阪公演のみ) - ドラム：鈴木浩之 - キーボード：今井隼 - マニピュレーター：篠崎恭一 | |
| 2023年 | Zepp Tour 2023 Superday ─Latitude─                                                  | - 2月26日 Zepp Nagoya - 3月12日 Zepp Fukuoka - 3月26日 KT Zepp Yokohama | バンドメンバー - ギター・バンドマスター：堀崎翔 - ベース：黒須克彦 - ドラム：鈴木浩之 - キーボード：今井隼 - マニピュレーター：篠崎恭一 | |
| 2023年 | DIALOGUE＋2 コンプリート!!                                                          | 6月17日 山野ホール | バンドメンバー - ギター：佐々木侑太 - ベース：黒須克彦 - ドラム：鈴木浩之 - キーボード：今井隼 - マニピュレーター：篠崎恭一 | |
| 2023年 | SUMMER LIVE ～Welcome to D＋～                                                      | 8月20日 新宿文化センター 大ホール | | 昼夜2公演 |
| 2023年 | 新曲初披露ワンマン「フレンドファンファーレ」                                        | - 10月29日（埼玉公演 〜ミテカラキク〜） さいたま市文化センター - 12月10日（群馬公演 〜キイテテカラミル〜） 群馬音楽センター | バンドメンバー - ギター：堀崎翔 - ベース：黒須克彦 - ドラム：鈴木浩之 - キーボード：今井隼 - マニピュレーター：篠崎恭一 | |
| 2024年 | LIVE2024 LIFE is EASY？                                                             | 1月7日 パシフィコ横浜 国立大ホール | バンドメンバー - ギター：堀崎翔 - ベース：黒須克彦 - ドラム：鈴木浩之 - キーボード：今井隼 - マニピュレーター：篠崎恭一 | DIALOGUE＋ライブ史上、最大キャパシティとなる会場での開催 |
| 2024年 | ログ×ギグ                                                                           | 3月30日 府中の森芸術劇場 どりーむホール | バンドメンバー - ギター：堀崎翔 - ベース：黒須克彦 - ドラム：鈴木浩之 - キーボード：今井隼 - マニピュレーター：篠崎恭一 | |
| 2024年 | 5th Anniversary Tour DIALOGUE＋学概論                                               | - 5月12日 Niterra日本特殊陶業市民会館 フォレストホール - 6月9日 あましんアルカイックホール - 6月23日 TOKYO DOME CITY HALL | バンドメンバー - ギター：佐々木侑太 - ベース：黒須克彦 - ドラム：鈴木浩之 - キーボード：今井隼 - マニピュレーター：篠崎恭一(愛知) / ささきさくら(兵庫・東京) | |
| 2024年 | DIALOGUE＋WITH vol.1                                                                | 9月17日 SHIBUYA CLUB QUATTRO | バンドメンバー - ギター： - ベース： - ドラム： - キーボード： - マニピュレーター： ゲスト - 夏川椎菜 | 主催としては初の2マンライブ企画 |
| 2024年 | ライブハウスツアー チャンバワンバjourney!!                                          | - 10月13日 BLUE LIVE HIROSHIMA - 10月27日 SENDAI GIGS - 11月17日 KT Zepp Yokohama | | 各会場アフターイベント開催 ・広島、宮城：遠征記念アフタートーク（各公演4名ずつ） ・神奈川：DIALOGUE＋バンドライブ                                                             |
| 2024年 | DIALOGUE+ LIVE「DIALOGUE+3」                                                        | 12月29日 TOKYO DOME CITY | | |
| 2025年 | DIALOGUE＋3 advance －TREASURE mode－                                               | 2月2日 大宮ソニックシティ 大ホール | | |
| 2025年 | DIALOGUE＋3 advance －CURTSEY mode－                                                | 2月23日 Niterra日本特殊陶業市民会館 フォレストホール | | |
| 2025年 | DIALOGUE＋WITH vol.2 －THE KEBABS－                                                 | 3月30日 和光市民文化センター サンアゼリア 大ホール | | |
| 2025年 | LIVE HOUSE TOUR カクノゴトキロックンロール！                                        | - 5月11日 Spotify O-EAST（東京公演） - 5月17日 UMEDA CLUB QYATTRO（大阪公演） - 5月18日 NAGOYA ReNY limited（愛知公演） - 6月7日 DRUM LOGOS（福岡公演） - 6月8日 CRAZYMAMA KINGDOM（岡山公演） - 6月15日 KT Zepp Yokohama（神奈川公演・ツアーファイナル） | | |

### 参加イベント
| 年     | タイトル                                      | 開催日（出演日） 会場                                   |
| ------ | --------------------------------------------- | ------------------------------------------------------- |
| 2019年 | Animelo Summer Live 2019 -STORY-              | 8月31日 さいたまスーパーアリーナ けやきひろばステージ   |
| 2020年 | sora tob sakana presents「天体の音楽会Vol.3」 | 2月8日 TSUTAYA O-EAST TSUTAYA O-WEST duo MUSIC EXCHANGE |
| 2020年 | TOKYO IDOL FESTIVAL オンライン 2020           | 10月2日 - 4日（4日） オンライン                         |
| 2021年 | HYPE IDOL! ONLINE FESTIVAL!!                  | 5月5日 オンライン                                       |
| 2021年 | #馬馬馬馬鹿者祭                               | 8月8日 KT Zepp Yokohama                                 |
| 2021年 | Animelo Summer Live 2021 -COLORS-             | 8月27日 - 29日（27日） さいたまスーパーアリーナ         |
| 2021年 | @JAM EXPO 2020-2021                           | 8月27日 - 29日（28日） 横浜アリーナ                     |
| 2021年 | 京都国際マンガ・アニメフェア2021              | 9月18日・19日（19日） ロームシアター京都 京まふステージ |
| 2021年 | TOKYO IDOL FESTIVAL 2021                      | 10月1日 - 10月3日 (3日) お台場・青海特設会場            |
| 2021年 | CUE! and DIALOGUE+展「～A dressing～」        | 11月18日 - 21日 秋葉原イベントスペース エンタス         |
| 2021年 | ANIMAX MUSIX 2021                             | 11月21日 横浜アリーナ                                   |
| 2022年 | P’s LIVE〜Nice to P’s you!!〜                 | 2月13日 TACHIKAWA STAGE GARDEN                          |
| 2022年 | IDORISE!!FESTIVAL 2022                        | 3月12日 Spotify O-EAST                                  |
| 2022年 | Animelo Summer Live 2022 -Sparkle-            | 8月27日 さいたまスーパーアリーナ                        |
| 2022年 | ＠JAM EXPO 2022                               | 8月26日 - 28日（28日） 横浜アリーナ                     |
| 2023年 | Animelo Summer Live 2023 -AXEL-               | 8月27日 さいたまスーパーアリーナ                        |
| 2024年 | & 武道館 〜Appare! × DIALOGUE+〜              | 7月14日 EX THEATER ROPPONGI                             |
| 2024年 | ナガノアニエラフェスタ2024                    | 9月22日 長野県佐久市 駒場公園                           |
| 2025年 | P’s LIVE! 08 ～P’s GR∞VE～                    | 3月8日 - 9日（9日） LINE CUBE SHIBUYA                   |
| 2025年 | リスアニ! LIVE 2025 ナツヤスミ                | 7月12日・13日（12日） パシフィコ横浜 国立大ホール       |

## ミュージックビデオ
| 公開日 | 公開日   | 曲名                               |
| ------ | -------- | ---------------------------------- |
| 2019年 | 10月03日 | はじめてのかくめい！               |
| 2020年 | 02月24日 | 好きだよ、好き。                   |
| 2020年 | 03月03日 | ダイアローグ＋インビテーション！   |
| 2020年 | 03月10日 | 大冒険をよろしく                   |
| 2021年 | 01月09日 | 人生イージー？                     |
| 2021年 | 01月16日 | あやふわアスタリスク               |
| 2021年 | 04月06日 | おもいでしりとり                   |
| 2021年 | 06月15日 | 夏の花火と君と青                   |
| 2021年 | 08月17日 | プライベイト                       |
| 2021年 | 08月24日 | アイガッテ♡ランテ                  |
| 2021年 | 09月01日 | 透明できれい                       |
| 2021年 | 09月21日 | Sincere Grace                      |
| 2021年 | 12月23日 | 花咲く僕らのアンサーを             |
| 2022年 | 04月08日 | 僕らが愚かだなんて誰が言った       |
| 2022年 | 04月26日 | 恋は世界定理と共に                 |
| 2022年 | 07月07日 | デネブとスピカ                     |
| 2022年 | 12月21日 | 1000万回ハグなんだ                 |
| 2023年 | 01月10日 | かすかでたしか                     |
| 2023年 | 02月22日 | 絶景絶好スーパーデイ!!             |
| 2023年 | 05月22日 | にゃんぼりーdeモッフィー!!         |
| 2023年 | 11月10日 | フレンドファンファーレ             |
| 2024年 | 01月03日 | イージー？ハード？しかして進めっ！ |
| 2024年 | 04月09日 | ユートピア学概論                   |
| 2024年 | 09月20日 | everything!                        |
| 2024年 | 09月18日 | FU-TSU-TSU-KA I love you           |
| 2024年 | 09月20日 | わたしたちのラプソディー           |
| 2024年 | 09月21日 | たびのとちゅ                       |
| 2024年 | 09月22日 | これは訓練ではない                 |
| 2024年 | 09月23日 | 流星群の向こうで                   |
| 2024年 | 11月08日 | 凍てついて秒速                     |
| 2024年 | 11月15日 | dialogue＋kawaii                   |
| 2025年 | 01月08日 | TREASURE！                         |